# Паркслі (Вірджинія)
Паркслі (англ. Parksley) — місто (англ. town) в США, в окрузі Аккомак штату Вірджинія. Населення — 816 осіб (2020).

## Географія
Паркслі розташоване за координатами 37°47′11″ пн. ш. 75°39′14″ зх. д. / 37.78639° пн. ш. 75.65389° зх. д. (37.786361, -75.653888).  За даними Бюро перепису населення США в 2010 році місто мало площу 1,61 км², уся площа — суходіл.

## Демографія
Згідно з переписом 2010 року, у місті мешкали 842 особи в 349 домогосподарствах у складі 220 родин. Густота населення становила 522 особи/км².  Було 407 помешкань (253/км²).
Расовий склад населення:
| - 74,7 % — білих - 14,3 % — чорних або афроамериканців - 1,4 % — азіатів - 1,3 % — корінних американців - 6,2 % — осіб інших рас |

До двох чи більше рас належало 2,1 %. Частка іспаномовних становила 16,0 % від усіх жителів.
За віковим діапазоном населення розподілялося таким чином: 22,4 % — особи молодші 18 років, 61,0 % — особи у віці 18—64 років, 16,6 % — особи у віці 65 років та старші. Медіана віку мешканця становила 40,1 року. На 100 осіб жіночої статі у місті припадало 101,0 чоловіків;  на 100 жінок у віці від 18 років та старших — 96,7 чоловіків також старших 18 років.
Середній дохід на одне домашнє господарство  становив 53 354 долари США (медіана — 42 589), а середній дохід на одну сім'ю — 57 040 доларів (медіана — 40 536). Медіана доходів становила 44 792 долари для чоловіків та 31 587 доларів для жінок. За межею бідності перебувало 13,8 % осіб, у тому числі 31,3 % дітей у віці до 18 років та 2,2 % осіб у віці 65 років та старших.
Цивільне працевлаштоване населення становило 364 особи. Основні галузі зайнятості: освіта, охорона здоров'я та соціальна допомога — 21,2 %, роздрібна торгівля — 14,8 %, виробництво — 12,4 %.